# Course des raisins 2014
La 54e édition de la Course des raisins a eu lieu le 27 août 2014. La course fait partie du calendrier UCI Europe Tour 2014 en catégorie 1.1.

## Présentation

### Parcours
Le parcours de cette 54e édition de la Course des raisins est long de 195,5 kilomètres et se décompose premièrement en trois tours d'un circuit de 31 kilomètres possédant trois bosses, et deuxièmement de huit tours d'un circuit local de douze kilomètres présentant deux côtes. Le départ fictif est donné à 12 h 45 à Huldenberg avant de prendre le départ réel au km 0 à Overijse.

### Équipes
Classée en catégorie 1.1 de l'UCI Europe Tour, la Course des raisins est par conséquent ouverte aux UCI ProTeams dans la limite de 50 % des équipes participantes, aux équipes continentales professionnelles, aux équipes continentales et aux équipes nationales.
Vingt-cinq équipes participent à cette Course des raisins - deux ProTeams, trois équipes continentales professionnelles et vingt équipes continentales :
| UCI ProTeams    | UCI ProTeams | UCI ProTeams |
| Nom de l'équipe | Pays         | Code         |
| --------------- | ------------ | ------------ |
| Belkin          | Pays-Bas     | BEL          |
| Lotto-Belisol   | Belgique     | LTB          |

| Équipes continentales professionnelles | Équipes continentales professionnelles | Équipes continentales professionnelles |
| Nom de l'équipe                        | Pays                                   | Code                                   |
| -------------------------------------- | -------------------------------------- | -------------------------------------- |
| NetApp-Endura                          | Allemagne                              | TNE                                    |
| Topsport Vlaanderen-Baloise            | Belgique                               | TSV                                    |
| Wanty-Groupe Gobert                    | Belgique                               | WGG                                    |

| Équipes continentales                     | Équipes continentales | Équipes continentales |
| Nom de l'équipe                           | Pays                  | Code                  |
| ----------------------------------------- | --------------------- | --------------------- |
| 3M                                        | Belgique              | MMM                   |
| An Post-ChainReaction                     | Irlande               | SKT                   |
| Cibel                                     | Belgique              | CIB                   |
| Color Code-Biowanze                       | Belgique              | CCB                   |
| De Rijke                                  | Pays-Bas              | RIJ                   |
| Giant-Shimano Development                 | Suède                 | GID                   |
| Jo Piels                                  | Pays-Bas              | CJP                   |
| Joker                                     | Norvège               | TJO                   |
| Josan-To Win                              | Belgique              | JTW                   |
| Koga                                      | Pays-Bas              | KOG                   |
| Kwadro-Stannah                            | Belgique              | KWS                   |
| Metec-TKH Continental                     | Pays-Bas              | MET                   |
| Øster Hus-Ridley                          | Norvège               | OHR                   |
| Stölting                                  | Allemagne             | STG                   |
| T.Palm-Pôle Continental Wallon            | Belgique              | PCW                   |
| Telenet-Fidea                             | Belgique              | TFC                   |
| Vastgoedservice-Golden Palace Continental | Belgique              | VGS                   |
| Veranclassic-Doltcini                     | Belgique              | VER                   |
| Verandas Willems                          | Belgique              | WIL                   |
| Wallonie-Bruxelles                        | Belgique              | WBC                   |

## Classement final

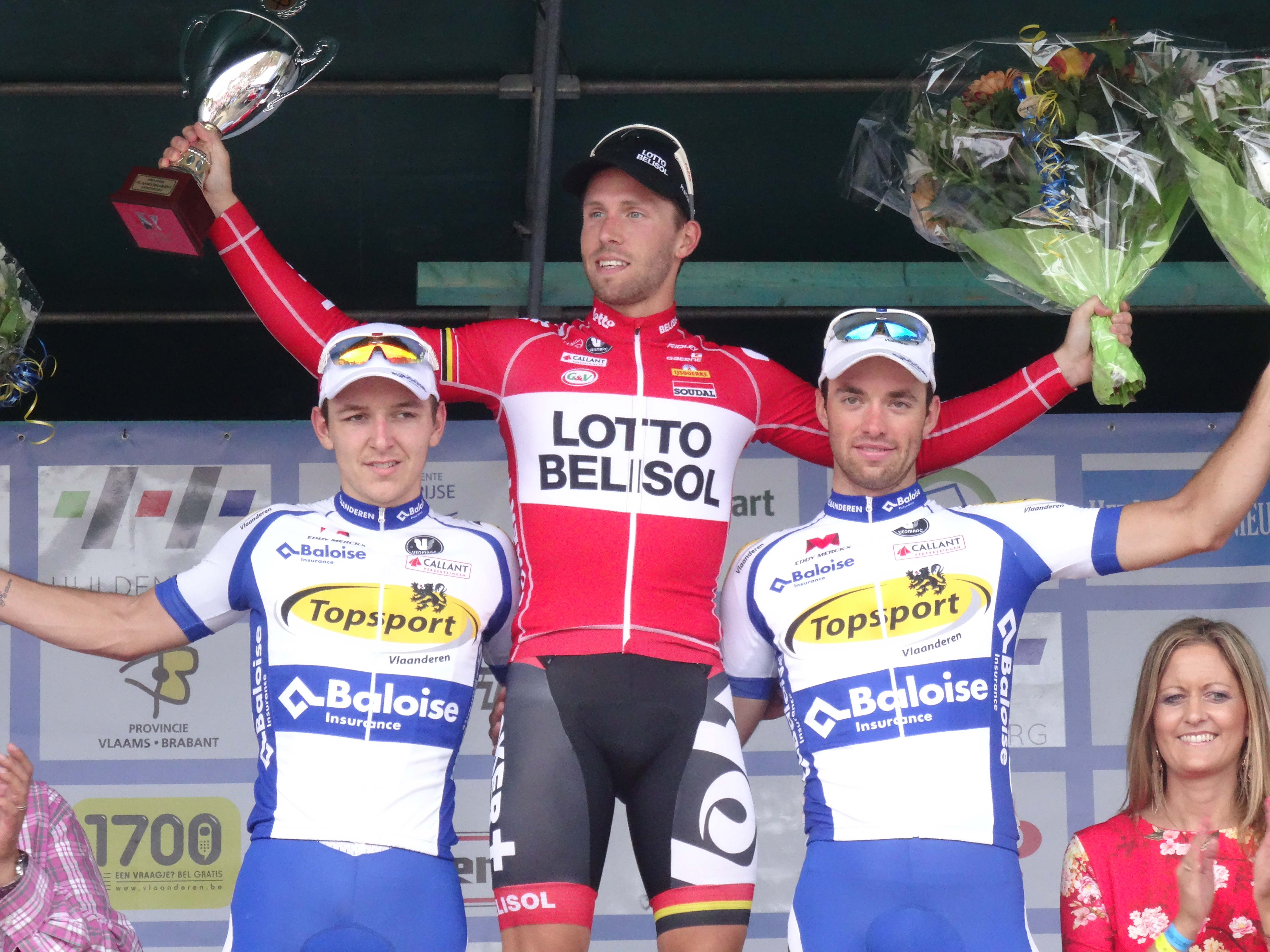
Jasper De Buyst (2e), Jonas Van Genechten (1er) et Tom Van Asbroeck (3e).

|    | Coureur             | Pays     | Équipe                      |    | Temps           |
| -- | ------------------- | -------- | --------------------------- | -- | --------------- |
| 1  | Jonas Van Genechten | Belgique | Lotto-Belisol               | en | 4 h 25 min 36 s |
| 2  | Jasper De Buyst     | Belgique | Topsport Vlaanderen-Baloise | +  | m.t             |
| 3  | Tom Van Asbroeck    | Belgique | Topsport Vlaanderen-Baloise |    | m.t             |
| 4  | Björn Leukemans     | Belgique | Wanty-Groupe Gobert         |    | m.t             |
| 5  | Daniel Schorn       | Autriche | NetApp-Endura               |    | m.t             |
| 6  | Bram Tankink        | Pays-Bas | Belkin                      |    | m.t             |
| 7  | Jérôme Baugnies     | Belgique | Wanty-Groupe Gobert         |    | m.t             |
| 8  | Jelle Vanendert     | Belgique | Lotto-Belisol               |    | m.t             |
| 9  | Jelle Wallays       | Belgique | Topsport Vlaanderen-Baloise |    | m.t             |
| 10 | Oliver Naesen       | Belgique | Lotto-Belisol               |    | m.t             |

## Liste des participants
- Liste de départ complète

| Légende | Légende                                                                    | Légende | Légende                                                    |
| ------- | -------------------------------------------------------------------------- | ------- | ---------------------------------------------------------- |
| Num     | Dossard de départ porté par le coureur sur cette Druivenkoers Overijse     | Pos     | Position à l'arrivée de la course                          |
|         | Indique un maillot de champion national ou mondial, suivi de sa spécialité | NP      | Indique un coureur qui n'a pas pris le départ de la course |
| AB      | Indique un coureur qui n'a pas terminé la course                           | HD      | Indique un coureur qui a terminé la course hors des délais |

| Lotto-Belisol LTB | Lotto-Belisol LTB         | Lotto-Belisol LTB |
| ----------------- | ------------------------- | ----------------- |
| Num               | Coureur                   | Pos               |
| 1                 | Kris Boeckmans (BEL)      | 63e               |
| 2                 | Sean De Bie (BEL)         | 78e               |
| 3                 | Kenny Dehaes (BEL)        | AB                |
| 4                 | Oliver Naesen (BEL)       | 10e               |
| 5                 | Tosh Van der Sande (BEL)  | AB                |
| 6                 | Dennis Vanendert (BEL)    | 13e               |
| 7                 | Jelle Vanendert (BEL)     | 8e                |
| 8                 | Jonas Van Genechten (BEL) | 1er               |

| Belkin BEL | Belkin BEL               | Belkin BEL |
| ---------- | ------------------------ | ---------- |
| Num        | Coureur                  | Pos        |
| 11         | Theo Bos (NED)           | AB         |
| 12         | Jetse Bol (NED)          | 32e        |
| 13         | Rick Flens (NED)         | AB         |
| 14         | Barry Markus (NED)       | AB         |
| 15         | Bram Tankink (NED)       | 6e         |
| 16         | Nick van der Lijke (NED) | AB         |
| 17         | Dennis van Winden (NED)  | 70e        |
| 18         | Maarten Wynants (BEL)    | 80e        |

| Topsport Vlaanderen-Baloise TSV | Topsport Vlaanderen-Baloise TSV | Topsport Vlaanderen-Baloise TSV |
| ------------------------------- | ------------------------------- | ------------------------------- |
| Num                             | Coureur                         | Pos                             |
| 21                              | Jasper De Buyst (BEL)           | 2e                              |
| 22                              | Kenny De Ketele (BEL)           | AB                              |
| 23                              | Pieter Jacobs (BEL)             | AB                              |
| 24                              | Thomas Sprengers (BEL)          | 61e                             |
| 25                              | Tom Van Asbroeck (BEL)          | 3e                              |
| 26                              | Arthur Vanoverberghe (BEL)      | AB                              |
| 27                              | Zico Waeytens (BEL)             | AB                              |
| 28                              | Jelle Wallays (BEL)             | 9e                              |

| Wanty-Groupe Gobert WGG | Wanty-Groupe Gobert WGG  | Wanty-Groupe Gobert WGG |
| ----------------------- | ------------------------ | ----------------------- |
| Num                     | Coureur                  | Pos                     |
| 31                      | Jérôme Baugnies (BEL)    | 7e                      |
| 32                      | Thomas Degand (BEL)      | 52e                     |
| 33                      | Jempy Drucker (LUX)      | AB                      |
| 34                      | Michel Kreder (NED)      | 33e                     |
| 35                      | Laurens De Vreese (BEL)  | AB                      |
| 36                      | Wesley Kreder (NED)      | AB                      |
| 37                      | Björn Leukemans (BEL)    | 4e                      |
| 38                      | Frederik Veuchelen (BEL) | 77e                     |

| NetApp-Endura TNE | NetApp-Endura TNE       | NetApp-Endura TNE |
| ----------------- | ----------------------- | ----------------- |
| Num               | Coureur                 | Pos               |
| 41                | Cesare Benedetti (ITA)  | 49e               |
| 42                |                         |                   |
| 43                | Alexander Krieger (GER) | 26e               |
| 44                | Ralf Matzka (GER)       | 14e               |
| 45                | Jonathan McEvoy (GBR)   | 75e               |
| 46                | František Padour (CZE)  | 51e               |
| 47                | Erick Rowsell (GBR)     | AB                |
| 48                | Daniel Schorn (AUT)     | 4e                |

| Cibel CIB | Cibel CIB                     | Cibel CIB |
| --------- | ----------------------------- | --------- |
| Num       | Coureur                       | Pos       |
| 51        | Kevin Callebaut (BEL)         | AB        |
| 52        | Bjorn De Decker (BEL)         | AB        |
| 53        | Kenny Goossens (BEL)          | 39e       |
| 54        | Thomas Gibbons (USA)          | AB        |
| 55        | Matthias Van Holderbeke (BEL) | AB        |
| 56        | Thomas Ongena (BEL)           | AB        |
| 57        |                               |           |
| 58        | Jori Van Steenberghen (BEL)   | AB        |

| Color Code-Biowanze CCB | Color Code-Biowanze CCB | Color Code-Biowanze CCB |
| ----------------------- | ----------------------- | ----------------------- |
| Num                     | Coureur                 | Pos                     |
| 61                      | Ludwig De Winter (BEL)  | 73e                     |
| 62                      | Florent Delfosse (BEL)  | AB                      |
| 63                      | Thomas Deruette (BEL)   | AB                      |
| 64                      | Tom Galle (BEL)         | AB                      |
| 65                      | Rémy Mertz (BEL)        | 42e                     |
| 66                      | Ludovic Robeet (BEL)    | 36e                     |
| 67                      | Antoine Warnier (BEL)   | 65e                     |
| 68                      | Thomas Wertz (BEL)      | 54e                     |

| Josan-To Win JTW | Josan-To Win JTW       | Josan-To Win JTW |
| ---------------- | ---------------------- | ---------------- |
| Num              | Coureur                | Pos              |
| 71               | Vincent De Boeck (BEL) | 66e              |
| 72               | Dries De Bondt (BEL)   | 22e              |
| 73               | Angelo De Clercq (BEL) | AB               |
| 74               | Niels De Rooze (BEL)   | AB               |
| 75               | Dirk Finders (GER)     | 82e              |
| 76               | Fabio Polazzi (BEL)    | 24e              |
| 77               | Niels Reynvoet (BEL)   | 21e              |
| 78               | Benjamin Verraes (BEL) | AB               |

| Kwadro-Stannah KWS | Kwadro-Stannah KWS      | Kwadro-Stannah KWS |
| ------------------ | ----------------------- | ------------------ |
| Num                | Coureur                 | Pos                |
| 81                 |                         |                    |
| 82                 | Kevin Cant (BEL)        | AB                 |
| 83                 | Marcel Meisen (GER)     | 85e                |
| 84                 |                         |                    |
| 85                 | Diether Sweeck (BEL)    | AB                 |
| 86                 | Hendrik Sweeck (BEL)    | AB                 |
| 87                 | Laurens Sweeck (BEL)    | 50e                |
| 88                 | Julien Taramarcaz (SUI) | AB                 |

| T.Palm-Pôle Continental Wallon PCW | T.Palm-Pôle Continental Wallon PCW | T.Palm-Pôle Continental Wallon PCW |
| ---------------------------------- | ---------------------------------- | ---------------------------------- |
| Num                                | Coureur                            | Pos                                |
| 91                                 | Julien Dechesne (BEL)              | AB                                 |
| 92                                 | Jonathan Baratto (BEL)             | AB                                 |
| 93                                 | Guillaume Haag (BEL)               | AB                                 |
| 94                                 | Rudy Rouet (BEL)                   | AB                                 |
| 95                                 | Glenn Van de Maele (BEL)           | AB                                 |
| 96                                 | Wouter Leten (BEL)                 | 71e                                |
| 97                                 | Tom Vessey (NZL)                   | AB                                 |
| 98                                 | Andrew Ydens (BEL)                 | AB                                 |

| 3M MMM | 3M MMM                    | 3M MMM |
| ------ | ------------------------- | ------ |
| Num    | Coureur                   | Pos    |
| 101    | Gertjan De Vos (BEL)      | AB     |
| 102    | Gerry Druyts (BEL)        | AB     |
| 103    | Jimmy Janssens (BEL)      | AB     |
| 104    | Egidijus Juodvalkis (LTU) | 31e    |
| 105    | Christophe Sleurs (BEL)   | 87e    |
| 106    | Tim Vanspeybroeck (BEL)   | 81e    |
| 107    | Stef Van Zummeren (BEL)   | 45e    |
| 108    | Emiel Vermeulen (BEL)     | AB     |

| Telenet-Fidea TFC | Telenet-Fidea TFC         | Telenet-Fidea TFC |
| ----------------- | ------------------------- | ----------------- |
| Num               | Coureur                   | Pos               |
| 111               | Ben Boets (BEL)           | AB                |
| 112               | Quinten Hermans (BEL)     | AB                |
| 113               | Daan Soete (BEL)          | AB                |
| 114               | Thijs van Amerongen (NED) | AB                |
| 115               | Corné van Kessel (NED)    | AB                |
| 116               | Jens Vandekinderen (BEL)  | AB                |
| 117               | Bart Wellens (BEL)        | AB                |
| 118               | Niels Wubben (NED)        | AB                |

| Vastgoedservice-Golden Palace Continental VGS | Vastgoedservice-Golden Palace Continental VGS | Vastgoedservice-Golden Palace Continental VGS |
| --------------------------------------------- | --------------------------------------------- | --------------------------------------------- |
| Num                                           | Coureur                                       | Pos                                           |
| 121                                           | Alexander Cools (BEL)                         | AB                                            |
| 122                                           | Sander Cordeel (BEL)                          | AB                                            |
| 123                                           | Nick Wynants (BEL)                            | AB                                            |
| 124                                           | Kevin Hulsmans (BEL)                          | AB                                            |
| 125                                           | Sam Lennertz (BEL)                            | AB                                            |
| 126                                           | Kevin Peeters (BEL)                           | AB                                            |
| 127                                           | Rob Ruijgh (NED)                              | 83e                                           |
| 128                                           | Alphonse Vermote (BEL)                        | AB                                            |

| Veranclassic-Doltcini VER | Veranclassic-Doltcini VER | Veranclassic-Doltcini VER |
| ------------------------- | ------------------------- | ------------------------- |
| Num                       | Coureur                   | Pos                       |
| 131                       | Giorgio Brambilla (ITA)   | AB                        |
| 132                       | Gorik Gardeyn (BEL)       | AB                        |
| 133                       | Tom Goovaerts (BEL)       | AB                        |
| 134                       | Cameron Karwowski (NZL)   | 53e                       |
| 135                       | Wouter Mol (NED)          | 12e                       |
| 136                       | Rick Ottema (NED)         | AB                        |
| 137                       | Bob Schoonbroodt (NED)    | 46e                       |
| 138                       | Frederik Vandewiele (BEL) | AB                        |

| Verandas Willems WIL | Verandas Willems WIL    | Verandas Willems WIL |
| -------------------- | ----------------------- | -------------------- |
| Num                  | Coureur                 | Pos                  |
| 141                  | Gaëtan Bille (BEL)      | 40e                  |
| 142                  | Olivier Pardini (BEL)   | AB                   |
| 143                  | Floris Smeyers (BEL)    | 58e                  |
| 144                  | Joren Touquet (BEL)     | AB                   |
| 145                  | Niels Vandyck (BEL)     | AB                   |
| 146                  | Nicolas Vereecken (BEL) | 15e                  |
| 147                  | Emiel Wastyn (BEL)      | AB                   |
| 148                  | Willem Wauters (BEL)    | AB                   |

| Wallonie-Bruxelles WBC | Wallonie-Bruxelles WBC  | Wallonie-Bruxelles WBC |
| ---------------------- | ----------------------- | ---------------------- |
| Num                    | Coureur                 | Pos                    |
| 151                    | Frédéric Amorison (BEL) | 76e                    |
| 152                    | Quentin Bertholet (BEL) | AB                     |
| 153                    | Antoine Demoitié (BEL)  | 17e                    |
| 154                    | Boris Dron (BEL)        | 57e                    |
| 155                    |                         |                        |
| 156                    | Loïc Pestiaux (BEL)     | 84e                    |
| 157                    | Robin Stenuit (BEL)     | AB                     |
| 158                    |                         |                        |

| Stölting STG | Stölting STG              | Stölting STG |
| ------------ | ------------------------- | ------------ |
| Num          | Coureur                   | Pos          |
| 161          | Jan Dieteren (GER)        | 11e          |
| 162          | Frederik Dombrowski (GER) | AB           |
| 163          | Arne Egner (GER)          | AB           |
| 164          | Markus Eichler (GER)      | 79e          |
| 165          | Tim Gebauer (GER)         | AB           |
| 166          |                           |              |
| 167          | Jonas Tenbrock (GER)      | 67e          |
| 168          | Maximilian Werda (GER)    | NP           |

| An Post-ChainReaction SKT | An Post-ChainReaction SKT | An Post-ChainReaction SKT |
| ------------------------- | ------------------------- | ------------------------- |
| Num                       | Coureur                   | Pos                       |
| 171                       | Shane Archbold (NZL)      | AB                        |
| 172                       | Laurent Vanden Bak (BEL)  | AB                        |
| 173                       | Sean Downey (IRL)         | AB                        |
| 174                       | Conor Dunne (IRL)         | 86e                       |
| 175                       | Aaron Gate (NZL)          | 19e                       |
| 176                       | Mark McNally (GBR)        | 16e                       |
| 177                       | Jack Wilson (IRL)         | 23e                       |
| 178                       | Ryan Mullen (IRL) (Route) | 56e                       |

| Jo Piels CJP | Jo Piels CJP               | Jo Piels CJP |
| ------------ | -------------------------- | ------------ |
| Num          | Coureur                    | Pos          |
| 181          | Berden de Vries (NED)      | 74e          |
| 182          | Maurits Lammertink (NED)   | 29e          |
| 183          | Stefan Poutsma (NED)       | 28e          |
| 184          | Elmar Reinders (NED)       | 64e          |
| 185          |                            |              |
| 186          | Geert van der Weijst (NED) | AB           |
| 187          | Patrick van Leeuwen (NED)  | AB           |
| 188          | Tom Vermeer (NED)          | 27e          |

| Koga KOG | Koga KOG                 | Koga KOG |
| -------- | ------------------------ | -------- |
| Num      | Coureur                  | Pos      |
| 191      | Umberto Atzori (NED)     | AB       |
| 192      | Jasper Bovenhuis (NED)   | 48e      |
| 193      | Twan Castelijns (NED)    | 41e      |
| 194      | Robbert de Greef (NED)   | 35e      |
| 195      | Tristan Timmermans (NED) | AB       |
| 196      | Jim van den Berg (NED)   | 34e      |
| 197      | Arno van der Zwet (NED)  | AB       |
| 198      | Bart van Haaren (NED)    | 62e      |

| Metec-TKH Continental MET | Metec-TKH Continental MET | Metec-TKH Continental MET |
| ------------------------- | ------------------------- | ------------------------- |
| Num                       | Coureur                   | Pos                       |
| 201                       | Jesper Asselman (NED)     | AB                        |
| 202                       | Dennis Bakker (NED)       | AB                        |
| 203                       | Tijmen Eising (NED)       | 43e                       |
| 204                       | Jarno Gmelich (NED)       | 44e                       |
| 205                       | Dries Hollanders (BEL)    | 47e                       |
| 206                       | Oscar Riesebeek (NED)     | 25e                       |
| 207                       | Brian van Goethem (NED)   | 30e                       |
| 208                       | Peter Koning (NED)        | AB                        |

| Joker TJO | Joker TJO                   | Joker TJO |
| --------- | --------------------------- | --------- |
| Num       | Coureur                     | Pos       |
| 211       | Reidar Borgersen (NOR)      | 55e       |
| 212       | Vegard Robinson Bugge (NOR) | 20e       |
| 213       | Truls Engen Korsæth (NOR)   | AB        |
| 214       | Philip Lindau (SWE)         | 38e       |
| 215       | Jo Kogstad Ringheim (NOR)   | AB        |
| 216       | Anders Skaarseth (NOR)      | 88e       |
| 217       | Adrian Aas Stien (NOR)      | 68e       |
| 218       | Edvin Wilson (SWE)          | AB        |

| Øster Hus-Ridley OHR | Øster Hus-Ridley OHR                  | Øster Hus-Ridley OHR |
| -------------------- | ------------------------------------- | -------------------- |
| Num                  | Coureur                               | Pos                  |
| 221                  | Jonas Abrahamsen (NOR)                | AB                   |
| 222                  | Håvard Blikra (NOR)                   | 18e                  |
| 223                  | Magnus Børresen (NOR)                 | AB                   |
| 224                  | Fredrik Strand Galta (NOR)            | AB                   |
| 225                  | Krister Hagen (NOR)                   | AB                   |
| 226                  | Tormod Hausken Jacobsen (NOR) (Route) | AB                   |
| 227                  | August Jensen (NOR)                   | 69e                  |
| 228                  | Oscar Landa (NOR)                     | AB                   |

| Giant-Shimano Development GID | Giant-Shimano Development GID | Giant-Shimano Development GID |
| ----------------------------- | ----------------------------- | ----------------------------- |
| Num                           | Coureur                       | Pos                           |
| 231                           | Jenthe Biermans (BEL)         | AB                            |
| 232                           | Fredrik Ludvigsson (SWE)      | 72e                           |
| 233                           | Alex Frame (NZL)              | AB                            |
| 234                           |                               |                               |
| 235                           | Adriaan Janssen (NED)         | 37e                           |
| 236                           | Robert Pölder (SWE)           | AB                            |
| 237                           |                               |                               |
| 238                           |                               |                               |

| De Rijke RIJ | De Rijke RIJ             | De Rijke RIJ |
| ------------ | ------------------------ | ------------ |
| Num          | Coureur                  | Pos          |
| 241          | Huub Duyn (NED)          | 59e          |
| 242          | Ike Groen (NED)          | 60e          |
| 243          | Simon Schram (NED)       | AB           |
| 244          |                          |              |
| 245          | Kobus Hereijgers (NED)   | AB           |
| 246          | Sjoerd Kouwenhoven (NED) | AB           |
| 247          | Ronan van Zandbeek (NED) | AB           |
| 248          | Coen Vermeltfoort (NED)  | AB           |